# مرجان کاهویی
مرجان کاهویی (نام علمی: Agaricia agaricites) نام یک گونه از تیره مرجان‌های کاهویی است. این گونه در آب‌های گرمسیری غرب اقیانوس اطلس و دریای کارائیب یافت می‌شود. این گونه در اتحادیه بین‌المللی حفاظت از طبیعت در رده کمترین نگرانی جای گرفته‌است.